# عبد الله الحربي (لاعب كرة قدم مواليد 1989)
عبد الله الحربي (بالإنجليزية: Abdullah Al-Harbi)‏؛ مواليد 28 يناير 1989 في حائل ، السعودية، هو لاعب كرة قدم سعودي يلعب حالياً لنادي الجبلين.
كانت بداياته مع نادي الجبلين و لعب بعدها مع الحزم و في عام 2014 انتقل إلى الرائد و عاد إلى الحزم في عام 2016 و انتقل إلى نادي الخليج في عام 2019 وانتقل إلى نادي الخلود في عام 2023 وعاد إلى نادي الجبلين في عام 2024.

## روابط خارجية
- عبد الله الحربي على موقع قاعدة بيانات كرة القدم.إي يو (الإنجليزية)
- عبد الله الحربي على موقع Soccerway.com (الإنجليزية)
- عبد الله الحربي على موقع كووورة